# Ібіса
Ібі́са (ісп. Ibiza, МФА: [iˈβiθa]), або Ейві́сса (кат. Eivissa, МФА: [əjˈvisə])) — острів, що знаходиться в Середземному морі та входить до складу Автономної області Балеарські острови, Іспанія (каталанські країни).

## Географія
Знаходиться на 75 км східніше від Піренейського півострова, навпроти міста Денії, за 140 км на південний захід від острова Майорки, північніше острова Форментери. Столиця острова — місто Ібіса. Два найважливіших населених пункти крім столиці — Сант-Антоні та Санта-Аулалія-дал-Ріу.
Івіса разом з островом Форментера утворює Пітіузькі острови, займає площу 571,04 км² і по ній тече лише одна річка, що сохне через надмірне використання водних ресурсів острова.
Населення острова становить 111 107 осіб, щільність населення — 193,22 осіб/км² за даними Національного Інституту Статистики Іспанії у 2005 році. Найдовша дорога має довжину 42 км.

## Історія
На Івісі є багато археологічних пам'яток. Археологами було знайдено рештки фінікійської цивілізації, судячи з яких тут був розташований великий торговельний центр. Через острів проходив морський шлях з заходу на схід. Приблизно у VIII ст. до н. е. починає заселятися територія сучасного міста Ейвісса. У давні часи порт був набагато більшим за теперішній. Протягом тривалого часу острів був об'єктом завоювань: ним володіли хананеяни, асирійці, карфагеняни. У 146 р. до н. е. місто Івіса було зруйноване римлянами.
В античності на острові вироблялися хутро, вина, сіль.
Після завоювання острова арабами було засноване місто, що зараз є столицею острова. Стара частина міста отримує назву Дал-Біла (високе місто).
Хайме І Арагонський дозволив реконкісту Пітіузьких островів таррагонському архиєпископові Ґільє́му да Мунґрі́ (кат. Guillem de Montgrí), який об'єднався з русільйонським графом Нуно́ Са́нсом (кат. Nunó Sanç) і принцом Педру Португальським (порт. Pedro de Portugal). Християнські загони завоювали фортецю Ейвісса 8 серпня 1235 року. Івіса була приєднана до щойно утвореного Майорканського королівства, що перебувало під владою Арагонської Корони. З цього часу на острові селяться християни-каталонці, а мусульманське населення поступово зменшується.